# Kloster Fraubrunnen

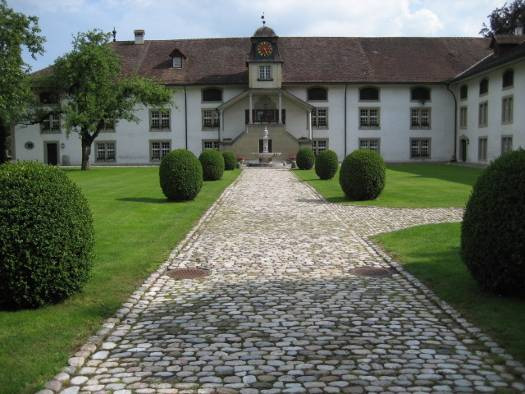
Kloster Fraubrunnen

Das Kloster Fraubrunnen ist eine ehemalige Zisterzienserinnen-Abtei in Fraubrunnen, im Schweizer Kanton Bern, etwa 16 km nordnordöstlich der Stadt Bern. Es ist Sitz der Bezirksverwaltung und ein Baudenkmal von regionaler Bedeutung.

## Geschichte
Die Grafen Hartmann IV. der Ältere und Hartmann V. der Jüngere von Kyburg überliessen ihr Gebiet im Bereich der damaligen Siedlung Mülinen dem Zisterzienserorden, welcher 1246 das Frauenkloster Fons beatae Mariae (Brunnen der Heiligen Maria) gründete. Durch verschiedene Schenkungen und Erwerbungen gelangte das Kloster rasch zu reichem Grundbesitz. Als Kastvögte des Klosters dienten die Kyburger, von welchen Fraubrunnen das Wappen übernommen hatte.
Bereits 1280 wurden die Klosterbauten durch einen Brand verwüstet. Nach dem Wiederaufbau erlebte das Kloster Fraubrunnen eine kulturelle und wirtschaftliche Blütezeit und stieg (neben Königsfelden) zum bedeutendsten und reichsten Frauenkloster des schweizerischen Mittellandes auf. Zu den Klostergütern zählten die Ortschaften der näheren Umgebung mit Grafenried, Zauggenried, Büren zum Hof, Limpach und Bittwil (bei Rapperswil (BE)). Daneben besaß das Kloster Rebberge am Bielersee, verschiedene weitere Güter und Häuser in den Städten Burgdorf, Bern und Solothurn. Aus diesen Städten stammten auch die meisten Nonnen.
Im Jahr 1375 wurde die Abtei Fraubrunnen von den Guglern überfallen, die sich hier vorübergehend einquartierten. Am 26. Dezember desselben Jahres griff ein Berner Trupp die Gugler an, besiegte sie auf dem Tafelenfeld nördlich des Dorfes und vertrieb sie aus Fraubrunnen. Das Kloster und Teile des Dorfes gingen bei diesem Gefecht allerdings in Flammen auf. An das Ereignis erinnert eines der frühesten Inschrift-Denkmäler im Kanton Bern, entstanden 1475. In der Folgezeit erholte sich das Kloster nur langsam vom entstandenen Schaden. Es gelangte 1420 nach dem Aussterben der Kyburger in Abhängigkeit von Bern, das besonders gegen Ende des 15. Jahrhunderts Reformen des klösterlichen Lebens einzuführen versuchte.
Mit der Einführung der Reformation wurde das Kloster im Jahr 1528 säkularisiert. Die ehemaligen Klostergüter wurden zur Landvogtei Fraubrunnen umgewandelt, welche dem Landgericht Zollikofen unterstand. Ein Teil der Klostergebäude mit der Kirche wurde 1535 abgebrochen, wodurch aus Süd- und Westflügel die heutige eigenwillige Winkelhakenform
entstand. Der restliche Teil mit dem Kreuzgang wurde zum Schloss umgebaut und diente fortan als Sitz des Landvogtes, bis das Schloss 1798 nach der Niederlage gegen die Franzosen geplündert wurde.
Heute sind zwei Flügel des ehemaligen Klosters erhalten. Sie weisen noch die Grundstruktur des nach dem Brand von 1280 wiederaufgebauten Klosters auf, wurden aber im 16. Jahrhundert zum Schloss umgebaut und erfuhren im 18. Jahrhundert eine weitere Umgestaltung zum heutigen barocken Schlossbau. Heute stellt Fraubrunnen ein gewachsenes, barock überformtes Baudenkmal auf klösterlich-mittelalterlicher Grundstruktur dar. Es enthält zahlreiche besonders wertvolle Elemente wie frühgotische Befensterung, mittelalterliche Backsteinverbände und Dachstühle und eine gute Ausstattung des 17. und 18. Jahrhunderts.

## Liste der Äbtissinnen von Fraubrunnen
| Äbtissin                     | von             | bis      | Bemerkungen |
| ---------------------------- | --------------- | -------- | --- |
| Adelheid                     | vor 1280        | vor 1280 | |
| Elsebetha                    | 1280            | 1280     | |
| Berchta                      | 1285            | 1285     | |
| Geppa                        | 1293            | 1293     | |
| Jordana de Pont              | 1296            | 1302     | |
| Ita von Grünenberg           | 1303, 1305, ... | 1318     | ungefähr 1291 als Nonne in den Konvent eingetreten, war für etwa zehn Jahre nicht Äbtissin                                                      |
| Diemut von Halten            | 1307            | 1312     | |
| Clementa von Schwertschwendi | 1313, ...       | 1321     | |
| Margareta von Hasle          | 1324, ...       | 1349     | |
| Judenta von Buchegg          | 1326, ...       | 1348     | |
| Margareta von Rormoos        | 1352, ...       | 1364     | |
| Anna von Deitingen           | 1359            | 1359     | |
| Clara von Sumiswald          | 1364, ...       | 1379     | |
| Margareta von Signau         | 1369            | 1370     | |
| Beatrix von Grünenberg       | 1378            | 1380     | |
| Johanna von Möringen         | 1383            | 1383     | |
| Anna Schauland               | 1386, ...       | 1401     | |
| Anastasia von Burgistein     | 1392, ...       | 1409     | |
| Adelheid von Erlach          | 1412            | 1454     | |
| Margareta Lisser             | 1468            | 1468     | |
| Katharina Hoffmann           | 1472            | 1506     | |
| Margaretha von Balmoos       | 1509            | 1525     | trat angesichts der Reformationsbewegung von ihrem Amt zurück, heiratete den letzten Prior der Predigermönche von Bern und starb kinderlos 1543 |
| Katharina                    | 1525            | 1528     | |